# Ron Silver
Ronald Arthur Silver (New York, 1946. július 2. – New York, 2009. március 15.) Tony-díjas amerikai színész, rendező, politikai aktivista.

## Élete és pályafutása
New Yorkban született, zsidó családban. Édesanyja tanárként, édesapja kereskedőként dolgozott. Tanulmányait az East Side-i Héber Intézetben és a Stuyvesant középiskolában végezte. Kínai történelemből diplomázott a St. John's Egyetemen, utána a Columbai Egyetemen nemzetközi jogot, végül drámai színészetet tanult. Aktívan politizált, kínaiul és spanyolul is felsőfokon beszélt, harminc országot bejárt. 1976-ban, televíziós szerepek után a Tunnel Vision című filmben debütált a filmvásznon. 
Filmes karrierje során olyan színészekkel szerepelt együtt, mint Burt Reynolds (Majdnem futball), Chuck Norris (Néma düh), Jamie Lee Curtis (Kék acél), Jean-Claude Van Damme (Időzsaru) vagy Will Smith (Ali).
A színész 2009. március 15-én hunyt el, halálát nyelőcsőrák okozta.

## Politikai tevékenysége
Silver politikailag is aktív volt. 1988-ban támogatta Michael Dukakis sikertelen elnökválasztási kampányát. 1991-től 2000-ig az Actors Equity Association nevű színészszakszervezet vezetője volt. Alapító elnöke volt a Creative Coalition nevű, pártoktól független társadalmi-politikai érdekvédelmi szervezetnek.
Ron Silver következetes cionista volt. Alapító tagja volt a One Jerusalem (egységes Jeruzsálem) nevű oktatási alapítványnak, amely „az egységes Jeruzsálemnek, Izrael állam oszthatatlan fővárosának fenntartásáért” tevékenykedik.
Silver egész életében a Demokrata párt híve volt, de a 2001. szeptember 11-ei terrortámadás után szembefordult a demokratákkal és a Republikánus Párt és George W. Bush támogatója lett. A 2004-es Republikánus Nemzeti Konvención tartott beszédében is Bush elnök támogatásáról adott hangot. Silvert 2005-ben a United States Institute of Peace igazgatótanács egyik tagjának jelölte Bush.

## Filmográfia

### Film
| Év   | Magyar cím                      | Eredeti cím                 | Szerep                             | Magyar hang       |
| ---- | ------------------------------- | --------------------------- | ---------------------------------- | ----------------- |
| 1976 |                                 | Tunnel Vision               | Dr. Manuel Labor                   |                   |
| 1976 | Isten hozott Los Angelesben     | Welcome to L.A.             | Massuese (stáblistán nem szerepel) |                   |
| 1977 | Majdnem futball                 | Semi-Tough                  | Vlada Kostov                       |                   |
| 1982 | Néma düh                        | Silent Rage                 | Dr. Tom Halman                     | Czvetkó Sándor    |
| 1982 | Néma düh                        | Silent Rage                 | Dr. Tom Halman                     | Szabó Máté        |
| 1982 | Lélekvesztő                     | The Entity                  | Phil Sneiderman                    | Kautzky Armand    |
| 1982 | Házasodjunk, vagy tán mégse?    | Best Friends                | Larry Weisman                      | Fesztbaum Béla    |
| 1983 | A szerelem bolondja             | Lovesick                    | Ted Caruso                         |                   |
| 1983 | Silkwood                        | Silkwood                    | Paul Stone                         | Sztarenki Pál     |
| 1984 | A smaragd románca               | Romancing the Stone         | kereskedő                          |                   |
| 1984 |                                 | The Goodbye People          | Eddie Bergson                      |                   |
| 1984 | És megszólal Garbo              | Garbo Talks                 | Gilbert Rolfe                      |                   |
| 1984 | Uramisten, ez az ördög!         | Oh, God! You Devil          | Gary Frantz                        |                   |
| 1987 |                                 | Eat and Run                 | Mickey McSorely                    |                   |
| 1989 | Ellenségek – Szerelmi történet  | Enemies, A Love Story       | Herman                             | Haás Vander Péter |
| 1990 | Kék acél                        | Blue Steel                  | Eugene Hunt                        | Rosta Sándor      |
| 1990 | A szerencse forgandó            | Reversal of Fortune         | Alan Dershowitz                    | Bajor Imre        |
| 1990 | A szerencse forgandó            | Reversal of Fortune         | Alan Dershowitz                    | Gesztesi Károly   |
| 1991 | Aki kapja, marha!               | Married to It               | Leo Rothenberg                     | Juhász Károly     |
| 1991 | Aki kapja, marha!               | Married to It               | Leo Rothenberg                     | Damu Roland       |
| 1992 | Gyújtóhatás                     | Live Wire                   | Frank Traveres                     | Rosta Sándor      |
| 1992 | Mr. Saturday Night              | Mr. Saturday Night          | Larry Meyerson                     | Csuha Lajos       |
| 1994 | Időzsaru                        | Timecop                     | Aaron McComb szenátor              | Székhelyi József  |
| 1996 | Repülő erőd                     | Deadly Outbreak             | Baron ezredes                      | Papp János        |
| 1996 | Galaktikus támadás              | The Arrival                 | Phil Gordian                       | Barbinek Péter    |
| 1996 | Galaktikus támadás              | The Arrival                 | Phil Gordian                       | Kapácsy Miklós    |
| 1996 | Galaktikus támadás              | The Arrival                 | mexikói őr                         | eredeti nyelven   |
| 1996 | Galaktikus támadás              | The Arrival                 | mexikói őr                         | eredeti nyelven   |
| 1996 | Girl 6 – A hatodik hang         | Girl 6                      | rendező - LA                       |                   |
| 1996 | Veszélyes övezet                | Danger Zone                 | Maurice Dupont                     | Varga T. József   |
| 1998 | The White Raven – A fehér holló | The White Raven             | Tully Windsor                      | Kőszegi Ákos      |
| 1999 | Szolgálatban, szerelemben       | Black and White             | Simon Herzel                       | Végvári Tamás     |
| 2001 | Cannes-i kavalkád               | Festival in Cannes          | Rick Yorkin                        |                   |
| 2001 | Ali                             | Ali                         | Angelo Dundee                      | Szersén Gyula     |
| 2001 | Leleplezés                      | Exposure                    | Gary Whitford                      | Sörös Sándor      |
| 2002 |                                 | The Wisher                  | Campbell                           |                   |
| 2005 |                                 | Red Mercury                 | Sidney                             |                   |
| 2006 | Védd magad!                     | Find Me Guilty              | Sidney Finestein bíró              | Kertész Péter     |
| 2006 |                                 | Call It Fiction (rövidfilm) | Chas                               |                   |
| 2007 | A tíz                           | The Ten                     | Fielding Barnes                    |                   |
| 2011 |                                 | My Father's Will            | Sam Dunbar                         |                   |

### Televízió
- Crossing Jordan (2007)
- Skin (2003)
- Az elnök emberei (2001)
- Veronica's Closet (1998)
- Heat Vision and Jack (1997)
- Chicago Hope Kórház (1996)
- Kissinger és Nixon (1995)
- Esküdt ellenségek (1990)
- Wiseguy (1988
- Billionaire Boys Club (1987)
- Rhoda (1975)

## Színpadi szerepek
- Hurlyburly
- Speed The Plow
- Social Security